# Morfa (zwierzęta)

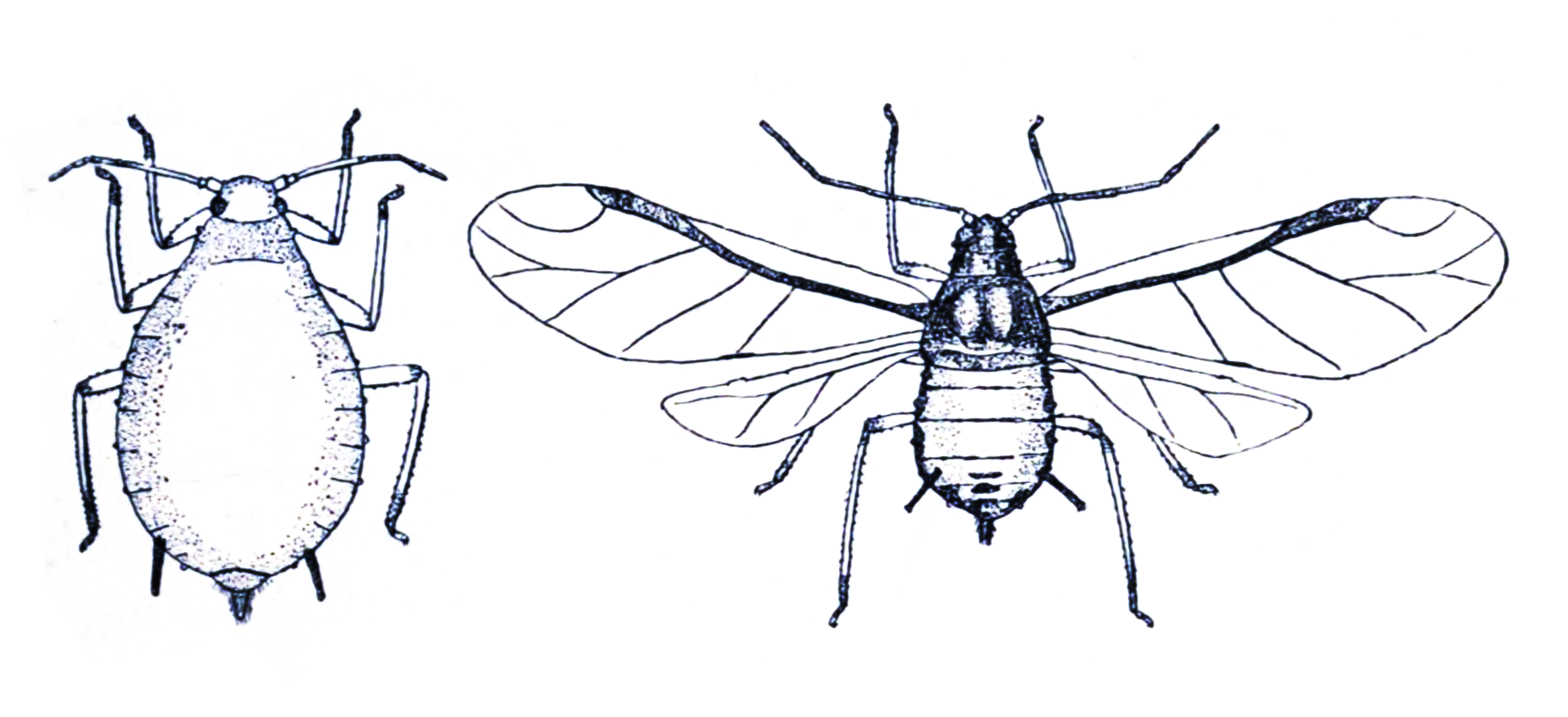
Założycielka i uskrzydlona dzieworódka Mszycy jabłoniowej (Aphis pomi).

Morfa – osobniki tego samego gatunku mszyc różniące się morfologicznie np: uskrzydlenie, barwa.